# 1892 год в кино

## События
- Осуществлены последние изменения кинетоскопа, включая использование подъёмных механизмов и более широких экранов. Данные изменения фактически становятся к 1909 году основной технической характеристикой всех немых фильмов.
- Макс Складановский вносит усовершенствования в свою камеру и снимает в этом году свой первый материал. Но его необычный способ построения изображения не даёт ему продемонстрировать полученную картину до конца 1895 года, пока не будет завершена работа над возможностью его биоскопа проецировать изображение.
- 18 октября открытие фестиваля Théâtre Optique (англ. Théâtre Optique) в рамках которого в Музее Гревен в Париже происходит демонстрация публике фильмов.
- Уильям Диксон, помощник Томаса Эдисона, курирует строительство первой киностудии («Чёрная Мария») в Вест-Орандже, Нью-Джерси.

## Фильмы
- «Бедный Пьеро» (фр. Pauvre Pierrot), Франция (реж. Эмиль Рено).
- «Клоун и его собачки» (фр. Clown et ses chiens), Франция (реж. Эмиль Рено).
- «Кружка пива» (фр. Un bon bock), Франция (реж. Эмиль Рено).

## Родились
- 18 января — Оливер Харди, американский комедийный актёр (умер в 1957 году).
- 29 января — Эрнст Любич, немецкий и американский режиссёр, сценарист, продюсер и актёр (умер в 1947 году).
- 27 марта — Доррит Уэикслер (англ. Dorrit Weixler), немецкая актриса (умерла в 1916 году).
- 2 апреля — Джек Уорнер, один из основателей кинокомпании Warner Bros., обладатель премии «Оскар» (умер в 1978 году).
- 8 апреля — Мэри Пикфорд, американская актриса канадского происхождения, одна из основательниц кинокомпании United Artists, обладательница премии «Оскар» (умерла в 1979 году).
- 22 июля — Рене-Жанна Фальконетти, французская актриса (умерла в 1946 году).
- 9 сентября — Цуру Аоки, американская актриса японского происхождения (умерла в 1961 году).
- 21 сентября — Улоф Ос (англ. Olof Ås), шведский актёр, режиссёр-постановщик (умер в 1949 году).
- 28 сентября — Рут Стоунхаус, американская актриса, режиссёр и сценарист (умерла в 1941 году).
- 25 октября — Нелл Шипман (англ. Nell Shipman), канадская и американская актриса, сценарист, продюсер, режиссёр (умерла в 1970 году).
- 16 ноября — Мэйбл Норманд, американская актриса и режиссёр (умерла в 1930 году).